# James Cruze
James Cruze (Ogden, Utah, 27 de março de 1884 – Hollywood, Califórnia, 3 de agosto de 1942) foi um ator e cineasta estadunidense da era do cinema mudo. Esteve envolvido em mais de 100 filmes, como ator, diretor, produtor ou mesmo escrevendo roteiros. Teve sua própria produtora cinematográfica, a James Cruze Productions.

## Infância e adolescência
Cruze nasceu Jens Vera Cruz Bosen em Five Points, perto de Ogden, em Utah. O nome do meio Vera Cruz veio do Cerco de Veracruz e mais tarde, após adotar o nome Cruze na vida artística, continuou com o sobrenome Bosen na vida particular. Ele foi criado na Igreja de Jesus Cristo dos Santos dos Últimos Dias, mas não praticava a religião após a adolescência. Pouco se sabe sobre seus anos de infância e de adolescente pois ele contava uma história diferente em cada entrevista que ele concedia. Um desses relatos é o de que antes de entrar no ramo do cinema, havia trabalhado vendendo óleo de cobra em um show da patente de medicamento.

## Carreira cinematográfica
Cruze atuou, dirigiu e produziu mais de 100 filmes durante a era do cinema mudo. Sua primeira atuação foi para a Lubin Manufacturing Company, em 1910, com um papel no filme The Usurper. Seu próximo trabalho foi para a Pathé, onde atuou, além de outros filmes, em A Boy of the Revolution, de 1911. Ele começou na Thanhouser Film Corporation, que é onde a maioria do seu trabalho foi produzida, em 1912. Na maior parte das vezes atuou na Thanhouser como galã. Seu primeiro papel pode ter sido em The Pied Piper of Hamelin (lançado em 1 de agosto de 1911), apesar de, mais tarde, ele ter declarado que foi em She (lançado em duas partes, em 26 de dezembro de 1911 e 2 de janeiro de 1912), em que fez dois papéis, o de Leo Vincey e Kallikrates.

## Casamentos
Cruze se casou com a atriz Marguerite Snow em 1913 e tiveram uma filha, Julie Jane Cruze, em 24 de outubro de 1914. Divorciaram-se em 1922.
Após deixar a Thanhouser em 1916, trabalhou para outras companhias cinematográficas, como diretor e produtor, entre elas a Paramount Pictures, onde ficou de 1918 a 1938. Casou com a atriz Betty Compson (1897-1974) em 1924 e divorciaram-se em 1930.
Cruze casou uma vez mais, com Alberta McCoy, em 30 de junho de 1941.

## James Cruze Productions
Em 18 de julho de 1927, Cruze organizou sua própria empresa, a James Cruze Productions, capitalizada em $10.000 dólares. Mais tarde, ele formou a James Cruze, Inc., que se destinava a fazer cinco filmes a cada ano e liberá-los através da organização DeMille - P.D.C - Pathé. Cruze dirigia pessoalmente dois destes filmes a cada ano. A James Cruze Produtions foi responsável por 16 filmes entre 1928 e 1933.
Em 14 de junho de 1929, Cruze foi intimado a comparecer no tribunal em Los Angeles, em um processo que investigava as circunstâncias que cercaram as filmagens de Old Ironsides, em Catalina Island, três anos antes. Durante uma cena de dinamitação dirigida por Cruze, um marinheiro, Charles O. Davis, foi morto, e vários outros ficaram feridos. Por volta de 1930, a James Cruze, Inc. foi à falência.

## Julie Jane Cruze
Quando criança, Julie apareceu em filmes de Thanhouser com sua mãe, Marguerite Snow. James Cruze, posteriormente, entrou com uma ação contra a própria filha pedindo para cancelar algumas ações que ele lhe havia deixado, no montante de $ 150.000. Ele sustentou que Julie fora incompetente na manipulação de seus próprios assuntos e queria que o tribunal o nomeasse como guardião. James alegou que o dinheiro fora destinado a salvar as despesas de administração, no caso de sua morte. Julie reagiu alegando que o dinheiro lhe foi deixado para evitar que acabasse sendo dilapidado devido a dívidas. Julie ganhou o caso.

## Morte
Cruze faleceu em Hollywood, em 3 de agosto de 1942, e foi sepultado em Abby of the Psalms, no Hollywood Forever Cemetery, em Hollywood, Califórnia. Sua esposa Alberta McCoy sobreviveu a ele, e morreu em Hollywood em 7 de julho de 1960.
Por sua contribuição para a indústria cinematográfica, Cruze tem uma Estrela na Calçada da Fama, no 6900 Hollywood Boulevard.

## Filmografia parcial

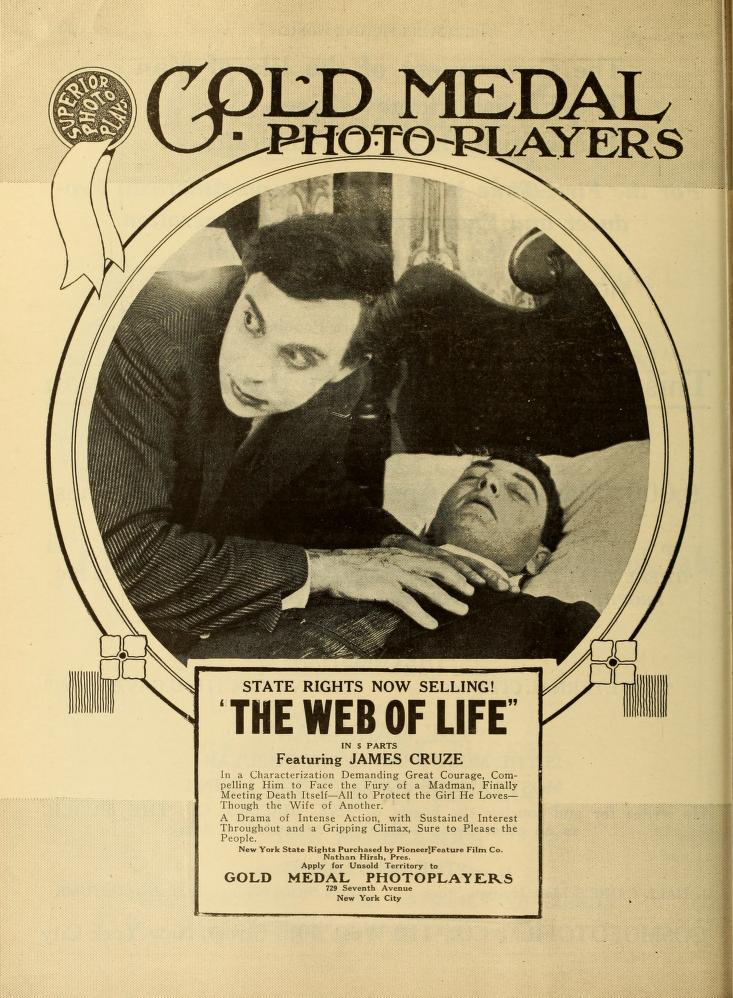
Anúncio do filme The Web of Life, de 1917, em que Cruze atuou.

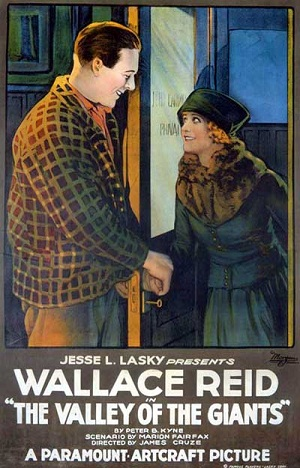
Cartaz do filme The Valley of the Giants, de 1919, dirigido por James Cruze. O filme, considerado perdido por muito tempo, foi um dos 10 filmes devolvidos pela Rússia aos Estados Unidos em 2010.

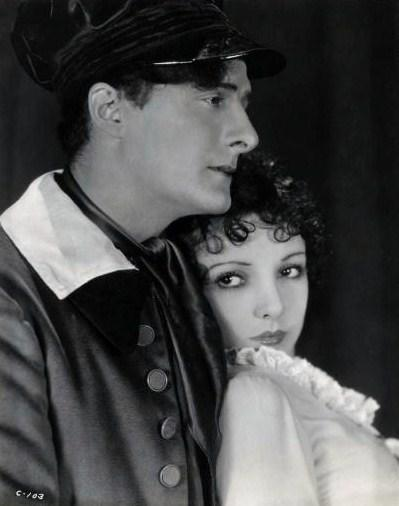
Gaston Glass e Nina Quartero em uma cena do filme The Red Mark, produzido por James Cruze em 1928.

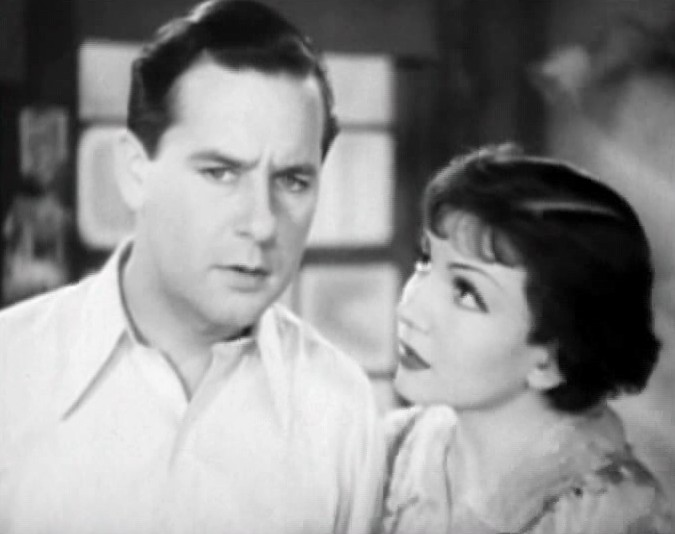
Ben Lyon e Claudette Colbert em uma cena do filme I Cover the Waterfront, dirigido por James Cruze em 1933.

### Direção
- The Wrong Road (1937)
- I Cover the Waterfront (1933) com Claudette Colbert
- Washington Merry-Go-Round (1932) com Lee Tracy
- If I Had a Million (1932) 8 diretores, Cruze dirigiu o segmento Death Cell
- Salvation Nell (1931) baseado na peça de Edward Sheldon
- The Great Gabbo (1929) com Erich von Stroheim e Betty Compson
- A Man's Man (1929) com William Haines
- The Mating Call (1928) produzido por Howard Hughes e estrelando Thomas Meighan, Evelyn Brent e Renée Adorée
- The City Gone Wild (1927) with Louise Brooks (filme perdido)
- Old Ironsides (1926) filmado em parte na técnica experimental widescreen da Magnascope
- Mannequin (1926) com Alice Joyce, Warner Baxter, Dolores Costello
- The Pony Express (1925)
- Beggar on Horseback (1925)  baseado na peça de George S. Kaufman e Marc Connelly
- Merton of the Movies (1924) baseado na peça de Kaufman e Connelly
- The Covered Wagon (“Os Bandeirantes”, 1923)
- Hollywood (1923), filme perdido
- To the Ladies (1923)
- One Glorious Day (1922) com Will Rogers
- The Dictator (1922) com Wallace Reid e Lila Lee
- Leap Year (1921) com Fatty Arbuckle
- Crazy to Marry (1921) com Fatty Arbuckle
- Gasoline Gus (1921) com Fatty Arbuckle
- The Dollar-a-Year Man (1921) com Fatty Arbuckle
- The Fast Freight (1921) com Fatty Arbuckle
- The Charm School (1921) com Wallace Reid
- Thirty Days (1922) com Wallace Reid e Wanda Hawley
- Hawthorne of the U.S.A. (1919) com Wallace Reid
- The Valley of the Giants (1919) com Wallace Reid. Em 22 de outubro de 2010, a Gosfilmofond, o arquivo de filmes do Estado russo, entregou 10 filmes que eram considerados perdidos de volta para a Livraria do Congresso estadunidense, e entre eles estava The Valley of the Giants e You're Fired.[7]
- You're Fired (1919) com Wallace Reid e Wanda Hawley. Foi um dos 10 filmes devolvidos pela Rússia aos Estados Unidos em 2010.[7]
- The Roaring Road (1919) com Wallace Reid

### Produtor
- Racetrack (1933)
- Washington Merry-Go-Round (1932)
- Hell Bound (1931)
- Salvation Nell (1931)
- Women Go on Forever (1931)
- La Fuerza del querer (1930)
- Hello Sister (1930)
- Cock o' the Walk (1930)
- The Big Fight (1930)
- Once a Gentleman (1930)
- The Costello Case (1930)
- She Got What She Wanted (1930)
- The Duke Steps Out (1929)
- A Man's Man (1929)
- The Great Gabbo (1929)
- Wife Savers (1928)
- The Red Mark[8] (1928)
- The Night Flyer (1928)
- Excess Baggage (1928)
- We're All Gamblers (1927)
- The City Gone Wild (1927)
- The Waiter From the Ritz (1926)
- Mannequin (1926)
- Old Ironsides (1926)
- The Goose Hangs High (1925)
- Welcome Home (1925)
- Marry Me (1925)
- The Pony Express (1925)
- The Fighting Coward (1924)
- The Enemy Sex (1924)
- Merton of the Movies (1924)
- The City That Never Sleeps (1924)
- The Garden of Weeds (1924)
- Ruggles of Red Gap (1923)
- To the Ladies (1923)

### Ator
| - The Covered Wagon (1923) (cenas deletadas) - The Slave Market (1921) - Johnny Get Your Gun (1919) - Under the Top (1919) - The Source (1918) - Less Than Kin (1918) - The City of Dim Faces (1918) - Believe Me, Xantippe (1918) - Wild Youth (1918) - The Hidden Pearls (1918) - Nan of Music Mountain (1917) - The Call of the East (1917) - On the Level (1917) - What Money Can't Buy (1917) - The Web of Life (1917) - Her Temptation (1917) - The Snowbird (1916) - Armstrong's Wife (1915) - His Guardian Auto (1915) - The Patriot and the Spy (1915) - The Heart of the Princess Marsari (1915) - Zudora (1914) - From Wash to Washington (1914) - The Million Dollar Mystery (1914) - Rivalry (1914) - A Dog of Flanders (1914) - A Debut in the Secret Service (1914) - The Cat's Paw (1914) - The Desert Tribesman (1914) - Cardinal Richelieu's Ward (1914) - A Leak in the Foreign Office (1914) - Joseph in the Land of Egypt (1914) - Why Reginald Reformed (1914) - The Woman Pays (1914) - The Adventures of a Diplomatic Freelance (1914) - Frou Frou (1914) - The Legend of Provence (1913) - The Silver-Tongued Orator (1913) - The Plot Against the Governor (1913) - A Daughter Worth While (1913) - Moths (1913) - Robin Hood (1913) (não-creditado) - The Message to Headquarters (1913) - The Ward of the King (1913) - An Unromantic Maiden (1913) - Tannhäuser (1913) - The Lost Combination (1913) - The Snare of Fate (1913) - Marble Heart (1913) - Her Sister's Secret (1913) - Rosie's Revenge (1913) - The Woman Who Did Not Care (1913) - Cymbeline (1913) - For Her Boy's Sake (1913) - Her Gallant Knights (1913) | - The Idol of the Hour (1913) - Good Morning, Judge (1913) - The Dove in the Eagle's Nest (1913) - The Tiniest of Stars (1913) - A Poor Relation (1913) - When Ghost Meets Ghost (1913) - A Militant Suffragette (1912) - The Star of Bethlehem (1912) - The Other Half (1912) - The Forest Rose (1912) - The Thunderbolt (1912) - Cross Your Heart (1912) - The Ladder of Life (1912) - Put Yourself in His Place (1912) - In a Garden (1912) - The Woman in White (1912) - When Mercy Tempers Justice (1912) - Miss Robinson Crusoe (1912) - Letters of a Lifetime (1912) - But the Greatest of These Is Charity (1912) - Undine (1912) - Lucile (1912) - Baby Hands (1912) - The Finger of Scorn (1912) - Nursie and the Knight (1912) - Pa's Medicine (1912) - Under Two Flags (1912) - Called Back (1912) - Whom God Hath Joined (1912) - The Ring of a Spanish Grandee (1912) - Jess (1912) - Love's Miracle (1912) - Miss Arabella Snaith (1912) - The Cry of the Children (1912) - Rejuvenation (1912) - Into the Desert (1912) - A Love of Long Ago (1912) - The Girl of the Grove (1912) - For Sale - A Life (1912) - The Golf Caddie's Dog (1912) - Flying to Fortune (1912) - The Arab's Bride (1912) - On Probation (1912) - East Lynne (1912) - Dr. Jekyll and Mr. Hyde (1912) - She (1911) - Brother Bob's Baby (1911) - Beneath the Veil (1911) - A Mother's Faith (1911) - The Last of the Mohicans (1911) - The Higher Law (1911) - A Boy of the Revolution (1911) - Back to Nature (1911) - The Pied Piper of Hamelin (1911) |